# Fundplatz Breitenbach
Koordinaten: 51° 0′ 32,1″ N, 12° 5′ 8,2″ O
Der archäologische Fundplatz in der Nähe des Dorfes Breitenbach im Burgenlandkreis (Sachsen-Anhalt) ist ein bedeutender Vertreter der jüngeren Altsteinzeit. Der Freilandlagerplatz wurde vor mehr als 30.000 Jahren vom anatomisch modernen Menschen wiederholt aufgesucht und genutzt. Anhand typologischer Untersuchungen der Breitenbacher Geräteinventare wird der Fundplatz der ältesten Kultur der jüngeren Altsteinzeit, dem Aurignacien, zugeschrieben. Mit einer Fläche von ungefähr 10.000 Quadratmetern ist Breitenbach die größte Freilandfundstelle des Aurignacien im westlichen Eurasien. Den paläolithischen Fundhorizont überlagert eine Siedlung aus der Jungsteinzeit.

## Der paläolithische Fundplatz

### Bedeutung
Der Fundplatz Breitenbach ist in vielerlei Hinsicht für die Erforschung des frühen Jungpaläolithikums von Bedeutung:
- Bei Ausgrabungen 2012 wurde eine Mammutelfenbeinwerkstatt entdeckt, die bislang älteste weltweit[3]. Dieses Areal unterscheidet sich grundlegend von den anderen Fundplatzbereichen und liefert damit einen der frühesten Hinweise auf modernmenschliches räumliches Verhalten.

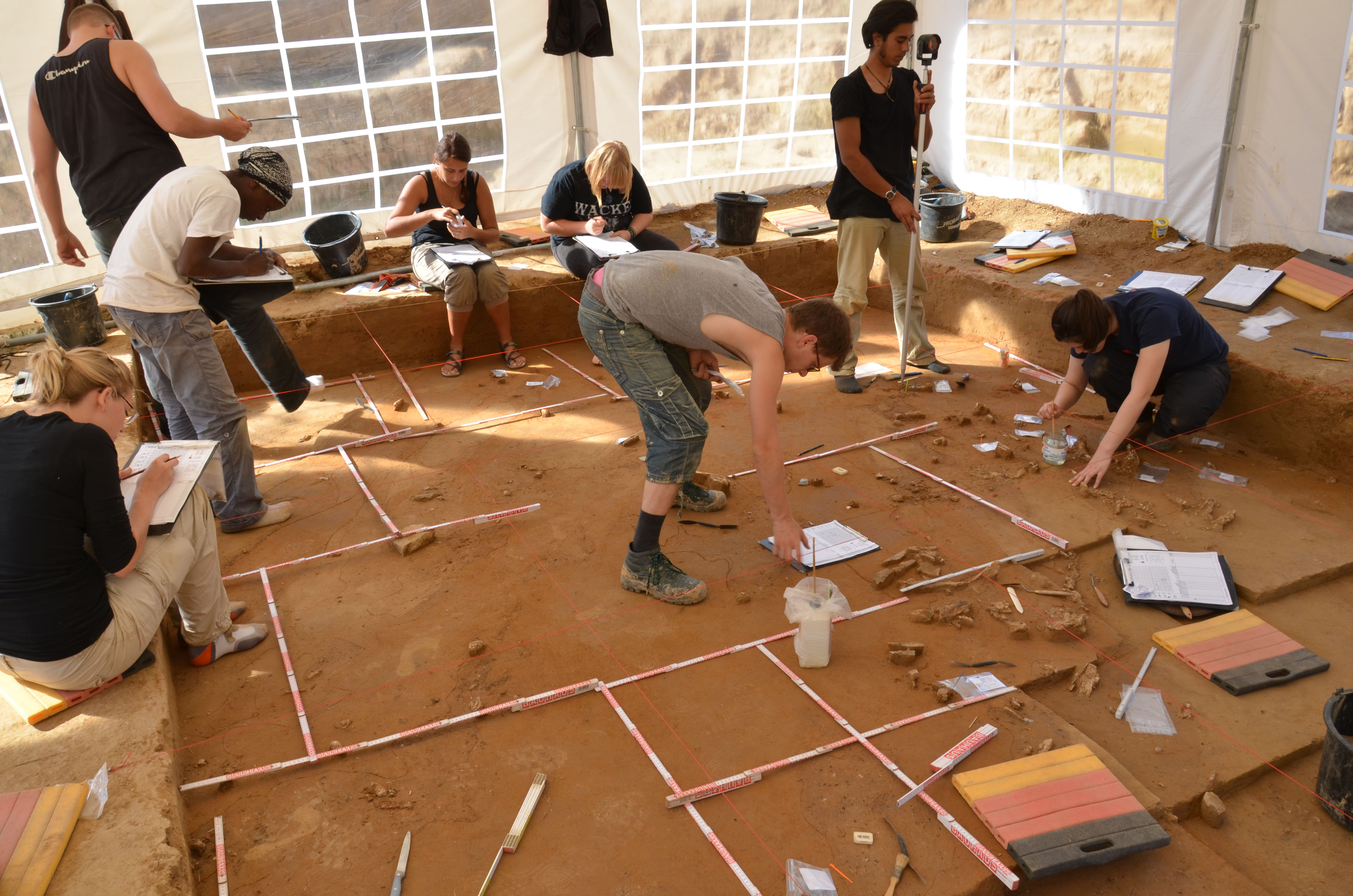
Dokumentation der Funde durch ein internationales Studententeam

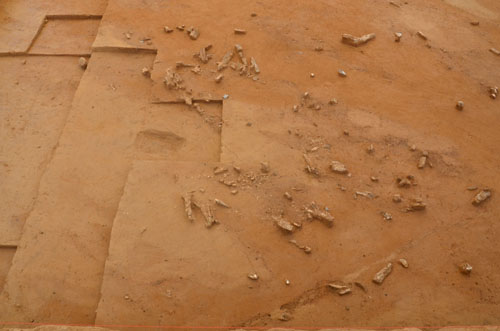
Detail der Elfenbeinwerkstatt

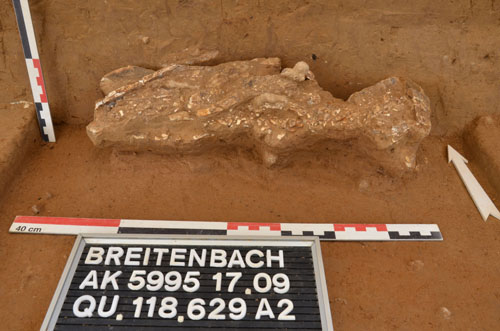
Konzentration von Elfenbeinsplittern, die den Bearbeitungsabfall der Werkstatt charakterisieren

- Aus dem nördlichen Mitteleuropa sind bisher nur wenige aurignacienzeitliche Freilandfundplätze bekannt. Neben dem Fundplatz bei Lommersum ist Breitenbach der einzige mit einem relativ gut erhaltenen Faunen-Inventar. Freilandfundplätze sind für die Erforschung des räumlichen Verhaltens und der Landnutzungsstrategien besonders geeignet. Allerdings beruft sich der derzeitige Forschungsstand zum frühjungpaläolithischen Landnutzungs- und Subsistenzverhalten fast ausschließlich auf die Inventare der Höhlenfundstellen Süddeutschlands (z. B. Voghelherd, Geißenklösterle und Hohle Fels).
- Die Größe und vermutete Funktion des Fundplatzes ist für das frühe Jungpaläolithikum ungewöhnlich. Die Gesamtfläche wird, stützend auf den Ergebnissen geoarchäologischer Sondagen, auf 10.000 Quadratmeter geschätzt. Fundplätze solcher Größenordnungen sind sonst erst ab dem Gravettien bekannt. Aufgrund der Größe sowie der archäologischen Befunde (siehe unten) erscheint die Bezeichnung des Fundplatzes als „Basislager“ angemessen.[1]
- Breitenbach ist einer der am nördlichsten gelegenen aurignacienzeitlichen Fundplätze. Abseits der bekannten aurignacienzeitlichen „Innovationszentren“ Südfrankreichs, Süddeutschlands und Österreichs handelt es sich bei Breitenbach um einen an der Peripherie der aurignacienzeitlichen Ökumene gelegenen Fundplatz.[1]
- Als innerhalb des Aurignacien junger Fundplatz ist Breitenbach für die Forschung sowohl für den Übergang vom Aurignacien zum Gravettien als auch für die Erforschung der Ursprünge der kulturellen Moderne (jüngere Altsteinzeit),[4] deren endgültige Entwicklung sich wahrscheinlich im Laufe des Aurignacien vollzog, von großer Wichtigkeit.

### Lage
Das Dorf Breitenbach ist Ortsteil der Gemeinde Wetterzeube im Burgenlandkreis. Der Fundplatz liegt an der Schneidemühle am Ufer der Aga, einem rechten Zufluss der Weißen Elster, auf einem aus nordwestlicher Richtung kommenden Geländesporn.

### Entdeckung und Forschungsgeschichte
Der Fundplatz wurde im März 1925 vom Breitenbacher Lehrer Erich Tiersch entdeckt und die Entdeckung am 4. April 1925 in den Zeitzer Neueste Nachrichten bekannt gegeben. Große Mengen an Tierknochen waren bereits im Herbst des Vorjahres bei Ausschachtungsarbeiten eines Holzstapelplatzes zutage gekommen, wurden aber entsorgt. Auf erste Sondagen (1925) durch Alfred Götze und H. Hess von Wichdorff folgten 1927/28 großflächige Ausgrabungen unter Leitung von Nils Niklasson und F. Wiegers, die eine Fläche von 400 Quadratmeter untersuchten und eine stratigrafische Abfolge der geologischen und archäologischen Schichten erstellten. Eine Raubgrabung, deren Funde 1958 an das Germanische Nationalmuseum verkauft wurden, fand wahrscheinlich 1930/31 statt. Außer vereinzelter Sondagen fanden bis 2004 keine weiteren Geländearbeiten statt. Seit 2009 wird der Fundplatz durch das Archäologische Forschungszentrum und Museum für menschliche Verhaltensevolution Monrepos  des Römisch-Germanischen Zentralmuseums Mainz in Zusammenarbeit mit dem Landesamt für Denkmalpflege und Archäologie Sachsen-Anhalt (LDSA) und der archäologischen Fakultät der Universität Leiden untersucht.

### Kohlenstoffdatierungen
Radiokohlenstoffdatierungen setzen das Alter der Breitenbacher Fundschicht zwischen 23.990±180BP (OxA-11964) und 28.380±170BP (OxA-11889) an. Damit fiele die Besiedlung zwischen 30.824±338BP und 26.883±401BP. Wahrscheinlich sind die jüngeren Datierungen jedoch als Folge von Kontamination zu erklären. Basierend auf stratigrafischen Vergleichen scheint Breitenbach an das Ende des Aurignaciens zu datieren, da die frühesten mitteleuropäischen Gravettien-Inventare bereits vor 30.000 Kohlenstoffjahren auftraten.

### Geräteinventar
Das Breitenbacher Geräteinventar ist aus baltischen Flint gefertigt. Das Inventar besteht aus etwa 5762 Artefakten, von denen 737 als Werkzeuge angesehen wurden. Am häufigsten kommen Stichel (46 %), verschiedene Kratzer (25,4 %) sowie andere „weniger standardisierte Formen“ (25 %) vor. Zu den Steingeräten kommen noch einige bearbeitete Knochen und organische Geräte hinzu. Weiterhin liegen Schmuckobjekte vor. Darunter sind mehrere durchlochte Polarfuchs-Canini, ein mit parallelen Kerben versehenes Rippenbruchstück sowie ein Stück bearbeitetes Elfenbein.

### Funktion des Fundplatzes
Die räumliche Ausdehnung des Fundplatzes ist ungewöhnlich groß und mit einem Basislager vergleichbar. Auch die teils 12 bis 20 Zentimeter mächtige, von verbrannten Knochen durchzogene Fundschicht deutet auf ein intensives Geschehen hin. Weiterhin sprechen das Einbringen großer Steinblöcke und Sandsteinplatten sowie das Vorkommen von Gruben und Feuerstellen für intensive, über längere Zeit dauernde Besiedlungen. Des Weiteren gibt es Hinweise auf differenzierte Aktivitätszonen, die wohl als Zentren für spezifische Aktivitäten dienten, z. B. vier als Schlagplätze bezeichnete Feuersteinkonzentrationen sowie eine räumlich deutlich begrenzte „Fundkonzentration um einen Stoßzahn herum“.

### Faunenreste
Breitenbach erlangte ursprünglich durch die in der Literatur hervorgehobenen Mammutreste Bekanntheit als Mammutjägerstation. Allerdings hegen jüngste Untersuchungen Zweifel an dieser Interpretation, da die Mammutreste, die sich größtenteils aus Zähnen und Elfenbein zusammensetzen, nicht notwendigerweise auf die Bejagung des Mammuts hinweisen. Pferd und Rentier kommen ebenfalls in größeren Mengen vor – Wollnashorn, Rothirsch, Hyäne, Wolf, Polarfuchs, Schneehase, Höhlenlöwe und die Reste eines Krähenvogels schließen das bisher identifizierte Spektrum der Faunen ab. Da die bisher untersuchten Knochen nur minimalen Raubtierverbiss aufweisen und fast ausschließlich im archäologischen Horizont auftreten, ist davon auszugehen, dass es sich beim Großteil dieser Faunenreste (mit Ausnahme der Mammute) um die Jagdbeute der aurignacienzeitlichen Jäger handelt.

## Die jungsteinzeitliche Siedlung
Eine Siedlung der jungsteinzeitlichen bandkeramischen Kultur (etwa 7,500-5,500BP) wurde von H. Hess von Wichdorff bei Sondagen 1927/28 entdeckt. Er beschrieb Oberflächenfunde in Form von Scherben sowie die Umrisse von mehreren „Wohngruben“. Weiterhin wurden größere Mengen Gefäßscherben und Steinbeile geborgen. Die neolithische Siedlung wird vom Landesamt für Denkmalpflege und Archäologie Sachsen-Anhalt untersucht.